# Annunciazione (Filippo Lippi Londra)
L'Annunciazione è un dipinto a tempera su tavola (68x151,5 cm) del pittore italiano Filippo Lippi, databile al 1450-1453 circa e conservato nella National Gallery di Londra.

## Storia
La lunetta fa coppia con quella dei Sette Santi, conservata nello stesso museo, e fu commissionata come testata di un letto o sopraporta per l'arredo del Palazzo Medici di Firenze. L'opera non compare nell'inventario del 1492, dove, in ogni caso, non erano elencati i pezzi di mobilio. Poco prima del 1848, le due lunette furono acquistate dai fratelli Metzger ed entrarono a far parte della collezione della National Gallery nel 1861.
Autografia e committenza sono unanimemente accettate dalla critica, mentre è più complessa la datazione, che viene di solito fatta oscillare tra la nascita di Lorenzo il Magnifico (1449) - o, in alternativa, di Giuliano de' Medici (1453) - e la fine degli anni Cinquanta (su base stilistica). Il palazzo venne arredato entro il 1459, anche se già dal 1456 fu la residenza di Pierfrancesco il Vecchio, cugino di Piero il Gottoso, il cui stemma appare nell'opera.

## Descrizione e stile
La committenza medicea è comprovata dalla presenza dello stemma di Piero il Gottoso (tre piume attraversate da un anello con diamante e cartiglio) posto alla base della piccola colonnetta reggivaso che divide in due la scena.
Il soggetto del dipinto è l'episodio evangelico dell'Annunciazione con l'arcangelo Gabriele (a sinistra) e Maria (a destra) disposti l'uno di fronte all'altra, mentre Dio - di cui si scorge la mano, sulla sommità della lunetta - fa scendere la sua benedizione sulla Vergine sotto la forma di colomba dello Spirito Santo.